# Alessandro Pedroni
Alessandro Pedroni (Orzinuovi, 30 gennaio 1971) è un allenatore di calcio ed ex calciatore italiano, di ruolo difensore.

## Carriera

### Giocatore
Cresce calcisticamente nella Cremonese dove percorre la trafila giovanile fino a quando viene mandato in prestito per due stagioni consecutive, prima nel 1990 in Serie C2 al Treviso e poi nel 1991 ancora in Serie C2 con la Vastese.
Nel 1992 è titolare nella Cremonese che ottiene il secondo posto in classifica in Serie B e la vittoria nel torneo Anglo-Italiano. Nelle successive due stagioni in massima serie totalizza 59 presenze con cui contribuisce a due salvezze consecutive. Un suo duro intervento di gioco nel 1993 sul talento Paulo Futre, in forze alla Reggiana, gli costa il rosso diretto e pone fine alla stagione del talento portoghese alla prima partita in Italia.
Nel 1995 viene acquistato per 4,4 miliardi di lire da Massimo Moratti, neo-presidente interista, nel primo calciomercato estivo che lo vedeva a capo della società meneghina; colleziona 3 presenze.
Nella stagione successiva viene ceduto al Torino appena retrocesso in Serie B: dopo pochi mesi viene girato in prestito alla sua prima squadra (la Cremonese) in una stagione terminata all'ultimo posto in classifica e la conseguente retrocessione in Serie C1. L'anno successivo è ancora in prestito, questa volta al Monza ancora in Serie B, contribuendo alla sua salvezza.
Nel 1998 è di nuovo al Torino a inizio stagione e, senza essere mai sceso in campo, nel gennaio seguente viene ceduto in Serie C1 al Varese, dove trova poco spazio.
Nel 1999 inizia una nuova avventura con la Cremonese in Serie C1, e la stagione si conclude con la retrocessione in Serie C2.
Nel 2000 gioca ancora in Serie C1 questa volta con la maglia del Lecco dove disputa la sua ultima stagione da professionista, poi passa al Pavia vincendo il campionato di Serie D, girone B, voluto dall'allenatore Marco Torresani, prima di concludere con la stagione 2001-2002 la sua carriera nelle file del Cremapergo in Eccellenza dove ritrova il fratello Emanuele.

### Allenatore
Nel 2007/2008 allena la Juniores regionale della Pontevichese calcio 
Dal 2009 è allenatore della categoria Juniores della Dellese, squadra bresciana che milita in Eccellenza (insieme al fratello Emanuele, che invece gioca in prima squadra). Nella stagione 2011-2012 è alla guida della Juniores della Dellese. Nel 2017 è all'Issa Novara
Nella stagione sportiva 2018/19 è l'allenatore della squadra Allievi dell'F.C.D. Chiari, società che milita nel Campionato Regionale di 1ª Categoria Regionale in Lombardia. 

## Palmarès

### Giocatore

#### Competizioni nazionali
- Serie D: 1

Pavia: 2000-2001

#### Competizioni internazionali
- Coppa Anglo-Italiana: 1

Cremonese: 1992-1993

#### Competizioni regionali
- Eccellenza: 1

Cremapergo: 2001-2002